# Matelea abbreviata
Matelea abbreviata là một loài thực vật có hoa trong họ La bố ma. Loài này được Standl. & L.O. Williams mô tả khoa học đầu tiên năm 1968.